# Willibrord d'Utrecht
Willibrord (Northúmbria, 658 - Echternach, Regne Franc, 7 de novembre de 739) va ser un missioner bretó, primer bisbe d'Utrecht. Considerat l'apòstol de Frísia i els Països Baixos històrics (amb Flandes i Luxemburg), és venerat com a sant per diverses confessions cristianes.

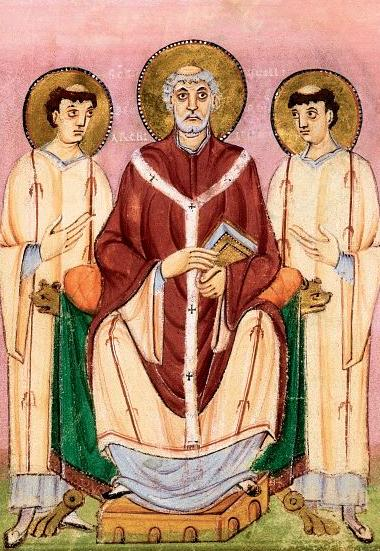
El sant bisbe a lEvangeliari de Willibrord, còdex irlandès miniat del s. VIII (París, Bibliothèque nationale)

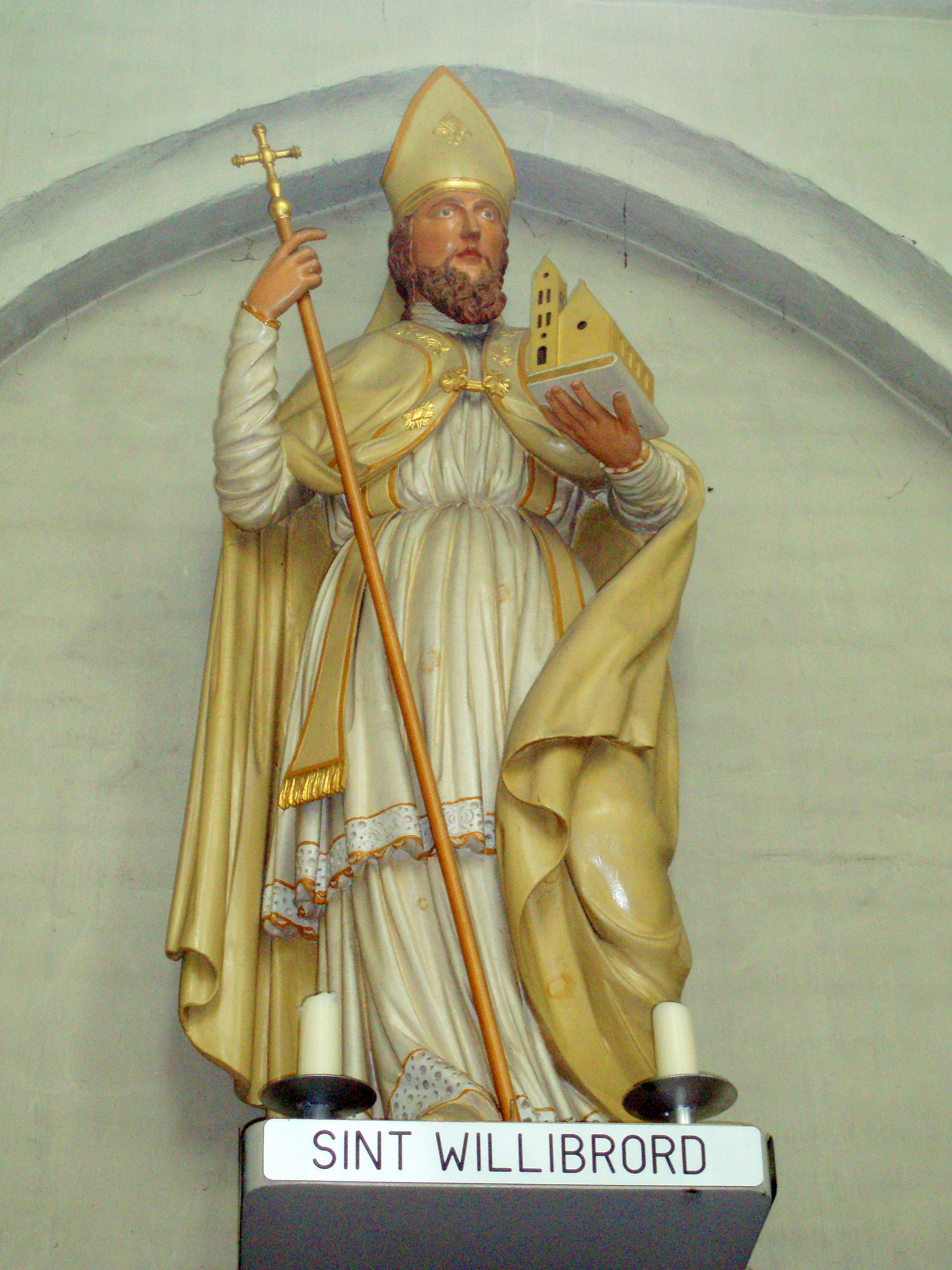
Talla a Zwolle

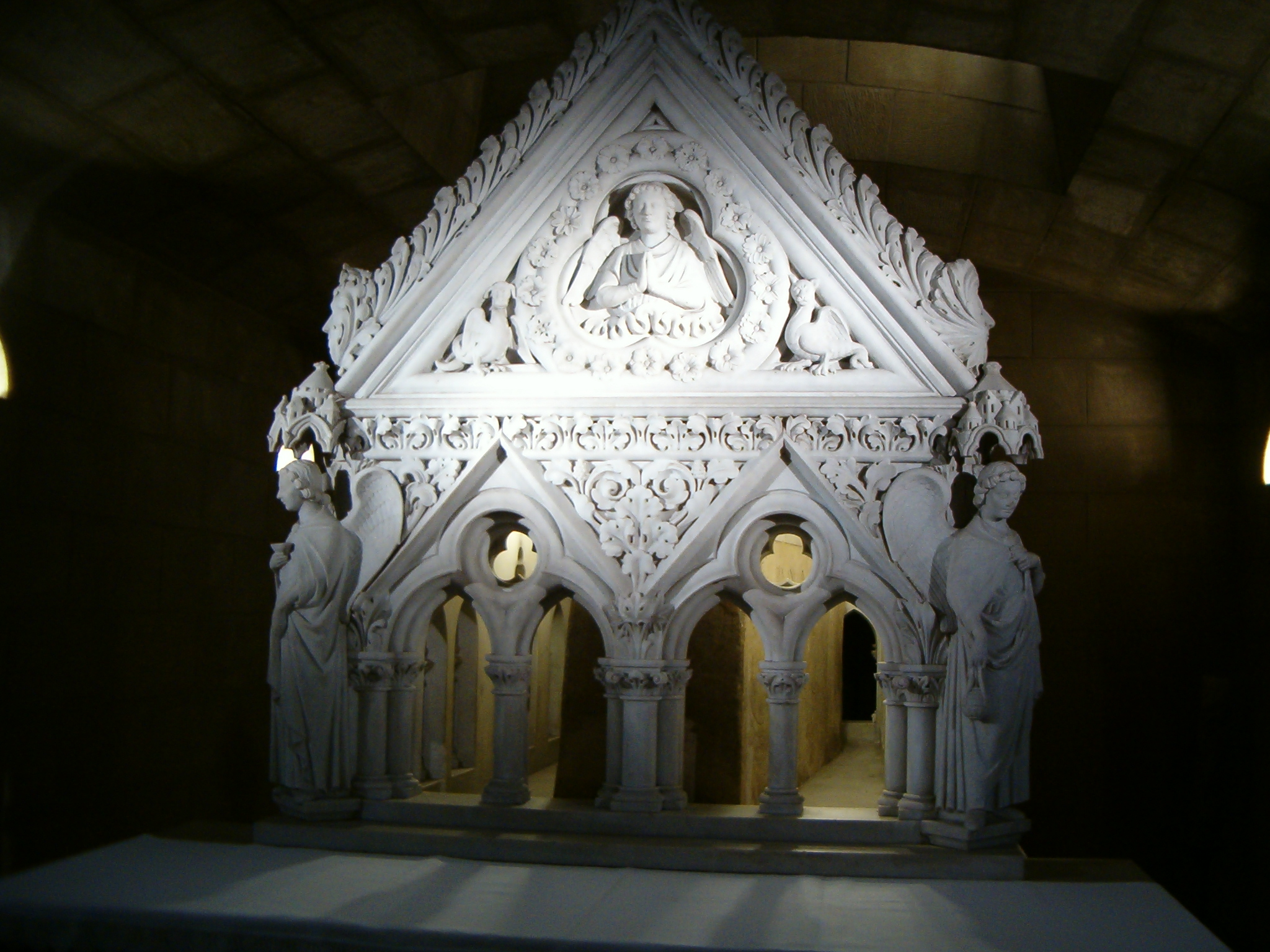
Sepulcre del sant a Echternach

El seu pare era Wilgils o Sant Hilgis, un anglès o, segons Alcuí de York, un saxó de Northúmbria, que es va retirar del món a una ermita que va dedicar a Sant Andreu.
Willibrord va tenir Sant Wilfrid, futur bisbe de York, com a mestre, i va ser enviat a l'abadia de Ripon. Va ingressar a l'Orde de Sant Benet; entre els vint i els trenta-dos anys va viure a l'abadia de Rathmelsigi, a Irlanda, un dels focus culturals del moment. Va estudiar-hi amb l'abat Sant Egbert, que el va consagrar sacerdot.
Aquest l'envià amb dotze companys a cristianitzar les tribus germàniques del nord, a la regió de Frísia, que comprenia els actuals Països Baixos, Flandes i Luxemburg.Pipí d'Héristal, rei cristià dels francs, n'havia conquerit els territoris a l'altra banda del Rin, i volia que s'evangelitzessin, ja que encara no hi havia arribat el cristianisme. Cap al 690, hi va arribar amb un grup de monjos i es va encarregar d'organitzar l'Església a Frísia.
El 695 va anar a Roma, on va rebre l'aprovació del papa Sergi I, que el consagrà com a bisbe dels frisis a Roma el 695, amb el nom de Climent, i li donà el pal·li. De retorn a Frísia, va continuar la predicació, fundant nombroses esglésies i monestirs. En el d'Utrecht, va establir la seu de la diòcesi, esdevenint-ne així el primer bisbe. Dependents d'aquesta, va crear les diòcesis de Deventer i Haarlem i, en 698 va fundar l'abadia d'Echternach, a Luxemburg. Va destruir temples i imatges dels déus pagans, la qual cosa va provocar l'animadversió dels frisis que no volien acceptar la nova religió.
Willibrord va intentar de convertir Radbod, el rei dels frisis, però no va aconseguir-ho i va tornar a Fontenelle. La tradició diu que Radbod va estar a punt de batejar-se, però que, en l'últim moment, quan va saber que no trobaria al cel cap dels seus avantpassats, ja que en no ser cristians no hi serien, va preferir "passar l'eternitat a l'infern amb els seus, que al cel amb estranys". La missió tenia el suport dels francs, que així volien prendre el control del port de Dorestad, important focus comercial. En el 714, a la mort de Pipí, i Rabdod va iniciar una revolta; en 716 ja havia pres novament el poder a Frísia i va cremar esglésies i matar molts dels missioners cristians. Willibrord va refugiar-se al monestir d'Echternach, que ell mateix havia fundat.
En morir Radbod el 719, Willibrord va poder tornar a la seva tasca, ajudat per Bonifaci de Fulda, que estava evangelitzant les terres germàniques. Ara comptaven amb el suport de Carles Martell. En una de les estades que feia a Echernach, va morir, el 7 de novembre de 739, i hi va ser sebollit.

## Veneració
Ràpidament se'l va començar a venerar com a sant. Alcuí de York n'escrigué una biografia, basant-se en alguna de més antiga. Cap dels seus escrit es conserven, llevat d'una breu glossa marginal al Calendari d'Echternach. L'Evangeliari de Willibrord que es conserva a la Bibliothèque nationale de París (Ms. Lat 9389) és un còdex del segle viii que va dur el sant bisbe des d'Irlanda a Frísia.